# Ilo renale

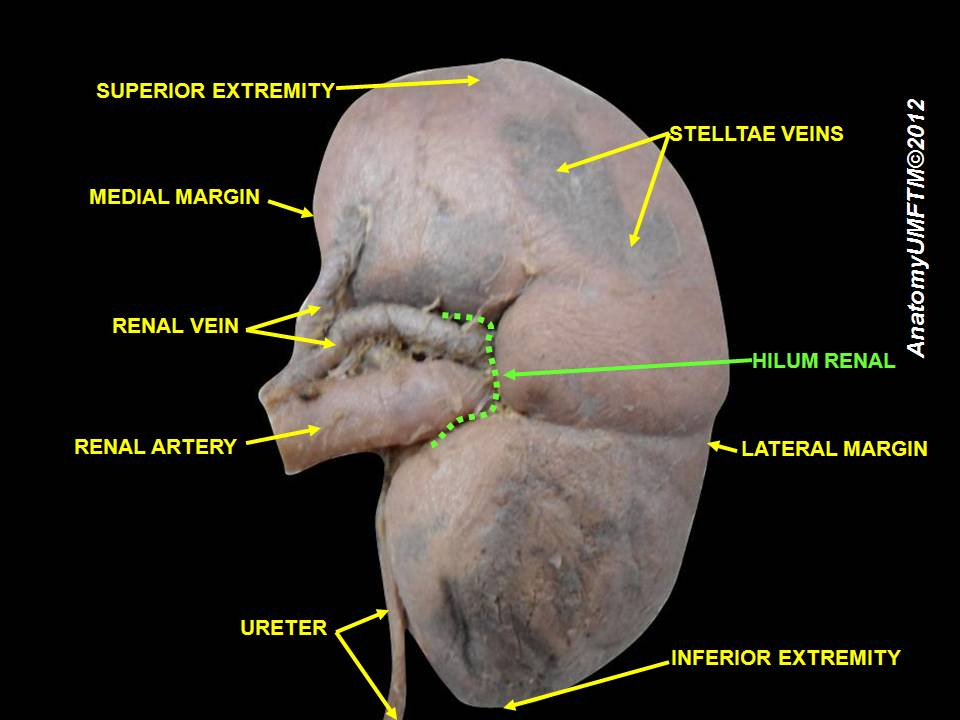
Ilo del rene

L'ilo renale  (latino: hylus renale) è una regione situata sul margine mediale dell'organo, diretta anteriormente e medialmente, della lunghezza verticale di circa 3–4 cm. Esso rappresenta il punto di passaggio della pelvi renale e dei vasi sanguigni e linfatici provenienti dal rene o ad esso diretti. Un peduncolo renale è l'ilo del rene, cioè la sua fessura centrale incassata dove passano i vasi, i nervi e l'uretere.
Morfologicamente si presenta sotto forma di una stretta fessura verticale delimitata da due labbri di parenchima renale incrociati a X, tramite la quale si accede ad un piccolo spazio interno al rene.
Procedendo da dietro in avanti, nell'ilo si trovano la pelvi renale, che raccoglie l'urina dai calici, i vasi arteriosi, in sede intermedia, e le vene renali, più anteriori. 
Sul lato sinistro l'ilo si trova a livello vertebrale L1 e il rene destro a livello L1-2. La parte inferiore dei reni è solitamente accanto a L3.
L'ilo immette in una cavità chiamata seno renale, in cui sono accolti i calici minori e maggiori e parte della pelvi, nonché le diramazioni di arterie, vasi linfatici e nervi e le radici venose.
Tutte queste formazioni sono immerse nel tessuto adiposo che si continua con il tessuto adiposo della capsula renale.

## Ordine di Hylus
I vasi superiore, medio e inferiore entrano o escono dall'ilo del rene: dal primo all'ultimo si trovano rispettivamente la vena renale, l'arteria renale e la pelvi renale.